# Antike griechische Theater
Unter dem Titel Antike griechische Theater wurde im Jahr 2014 eine Auswahl von 15 Theatern der griechischen Antike von Griechenland in seine Tentativliste für das UNESCO-Welterbe eingetragen.

## Liste der Theater
| Ort        | Region                     | Regionalbezirk     | Theater                          | Bauzeit               | Besonderheiten | Bild |
| ---------- | -------------------------- | ------------------ | -------------------------------- | --------------------- | --- | ---- |
| Athen      | Attika                     | Athen-Zentrum      | Dionysostheater Standort         | um 325 v. Chr.        | Theater für 14.000–17.000 Zuschauer. 62/61 v. Chr. Zufügung der römischen scaenae frons. |      |
| Oropos     | Attika                     | Ostattika          | Theater des Amphiareion Standort | 3. Jh. v. Chr.        | Zum Heiligtum des Heilgottes Amphiaraos gehöriges Theater. Die erhöhte Bühne (logeion) war für neuere Schauspiele geeignet, die ohne Chor auskamen und die Einzelrolle des Schauspielers stärker betonten.                    |      |
| Epidauros  | Peloponnes                 | Argolis            | Theater von Epidauros Standort   | frühes 3. Jh. v. Chr. | Theater für 12.000–12.500 Zuschauer. Nach Pausanias bereits zur Zeit des Architekten Polyklet des Jüngeren (365/60 v. Chr.) erbaut.                                                                                           |      |
| Megalopoli | Peloponnes                 | Arkadien           | Theater von Megalopolis Standort | 4. Jh. v. Chr.        | Theater für 17.000–21.000 Zuschauer. Laut Pausanias das größte Theater in Griechenland. Wegen seiner Größe auch Tagungsort der Bundesversammlung der Arkader.                                                                 |      |
| Argos      | Peloponnes                 | Argolis            | Theater von Argos Standort       | um 300 v. Chr.        | Theater für 20.000 Zuschauer, erwähnt bei Pausanias. Umbau zur Zeit Kaiser Hadrians; in der Spätantike wurde die Orchestra für Naumachien und Wasserspiele hergerichtet.                                                      |      |
| Delphi     | Mittelgriechenland         | Fokida             | Theater von Delphi Standort      | um 250 v. Chr.        | Fertigstellung nach 160 v. Chr. unter Eumenes II., Inschrift auf einem Pfeilerdenkmal. Erwähnt bei Pausanias: „sehr sehenswertes Theater.“ An der östlichen Umfassungsmauer zahlreiche Inschriften über Sklavenfreilassungen. |      |
| Eretria    | Mittelgriechenland         | Euböa              | Theater von Eretria Standort     | 4. Jh. v. Chr.        | Die erste Bauphase ist nur in Resten des Bühnengebäudes erhalten, aus der 2. Bauphase (3. Jh.) stammt die Eintiefung der Cavea in den Hang. Eine Besonderheit sind die Gleise einer Rollbühne (Ekkyklema).                    |      |
| Larisa     | Thessalien                 | Larisa             | Theater von Larissa I Standort   | spätes 3. Jh. v. Chr. | Nach Entfernung der Überbauung ist dieses ältere Theater von Larissa wieder gut sichtbar. |      |
| Delos      | Südliche Ägäis             | Mykonos            | Theater von Delos Standort       | vor 246 v. Chr.       | Theater für 5.500 Zuschauer. Bühnengebäude als rechteckige, von Pfeilern getragene Halle. |      |
| Milos      | Südliche Ägäis             | Milos              | Theater von Melos Standort       |                       | Hellenistisches Theater, in römischer Zeit umgebaut, bis zu acht marmorne Sitzreihen noch vorhanden. Sitzplatzinschriften, u. a. für die „Hymnensänger“.                                                                      |      |
| Lindos     | Südliche Ägäis             | Rhodos             | Theater von Lindos Standort      |                       | Hellenistisches Theater, erhalten sind die in den Fels geschnittenen Sitzstufen. |      |
| Iniades    | Westgriechenland           | Ätolien-Akarnanien | Theater von Oeniadai Standort    |                       | Hellenistisches Theater mit in den Fels gemeißelten Sitzbänken, teils mit Namensinschriften. |      |
| Dodona     | Epirus                     | Ioannina           | Theater von Dodona Standort      | 3. Jh. v. Chr.        | Theater für 14.000–18.000 Zuschauer. Eines der frühesten Beispiele für eine erhöhte Bühne mit Türöffnungen (thyromata). In der römischen Kaiserzeit zur Arena umgebaut.                                                       |      |
| Aptera     | Kreta                      | Chania             | Theater von Aptera Standort      |                       | Wahrscheinlich hellenistisches Theater aus Quadermauerwerk, Ergänzungen mit Ziegeln. Das Theater war mit einem Tempel verbunden.                                                                                              |      |
| Maronia    | Ostmakedonien und Thrakien | Rodopi             | Theater von Maronia Standort     |                       | Untere 3 Sitzreihen erhalten. Umbau der Orchestra in der Kaiserzeit in eine Kolymbethra oder Arena. |      |

## Begründung der herausragenden universellen Bedeutung
Das Theater war eine besondere Leistung der antiken griechischen Kultur. Es wurde von der klassischen über die hellenistische bis in die römische Zeit architektonisch an wechselnde Anforderungen angepasst, entsprechend der sich entwickelnden Dramenliteratur.
Zur Begründung der herausragenden universellen Bedeutung der antiken griechische Theater gemäß den Kriterien für das UNESCO-Welterbe wird angeführt:
- Die antiken Theater sind funktionale Bauten, sie sind die ersten Beispiele eines Architekturtyps, der bis heute besteht (Kriterium i).
- Theater wurden schon von Pausanias als Inbegriff der griechischen Zivilisation betrachtet (Kriterium ii).
- Die Sitzordnung im Theater spiegelt die gesellschaftliche Ordnung und kann insofern als sichtbarer Ausdruck der Demokratie gelten (Kriterium iii).
- Theater sind in Hinsicht auf ihre Akustik technische Meisterwerke (Kriterium iv).
- Sie machen optimalen Gebrauch von den natürlichen Gegebenheiten, wie die Lage an einem Hang (Kriterium v).
- In solchen Theatern wurden die Werke von Aischylos, Sophokles, Euripides und Aristophanes erstmals aufgeführt, die bis heute gespielt werden (Kriterium vi).